# Polystichum gymnocarpium
Polystichum gymnocarpium är en träjonväxtart som beskrevs av Ren-Chang Ching, W. M. Chu och Z. R. He. Polystichum gymnocarpium ingår i släktet Polystichum och familjen Dryopteridaceae. Inga underarter finns listade.